# Новый Зыковский проезд
Но́вый Зы́ковский прое́зд (название с середины XIX века) — проезд в Северном административном округе города Москвы на территории района Аэропорт.

## История
Проезд получил своё название в середине XIX века по расположению на территории деревни Зыково (название деревни произошло от некалендарного имени Зык), вошедшей в состав Москвы в середине XIX века.

## Расположение
Новый Зыковский проезд проходит от Старого Петровско-Разумовского проезда на северо-запад до 1-й улицы 8 Марта. Нумерация домов начинается от Старого Петровско-Разумовского проезда.

## Примечательные здания и сооружения
По нечётной стороне:
- д. 7 — казарма Военно-воздушной инженерной академии имени Н. Е. Жуковского;
- д. 9 — автопарк Военно-воздушной инженерной академии имени Н. Е. Жуковского.

По чётной стороне:
- д. 4а — Национальный медицинский исследовательский центр гематологии (вход со стороны 1-й улицы 8 Марта).

## Транспорт

### Наземный транспорт
По Новому Зыковскому проезду не проходят маршруты наземного общественного городского транспорта. У юго-восточного конца проезда расположены остановка «Планетная улица» автобусов № 84, 84к, 105, 105к, 384 (на Петровско-Разумовской аллее), остановка «Улица Верхняя Масловка» автобусов № 84, 84к, 384 (на Старом Петровско-Разумовском проезде), остановка «Старый Петровско-Разумовский проезд» автобусов № 22, 727 (на улице Верхняя Масловка и на улице 8-го Марта), у северо-западного — остановка «1-я улица 8-го Марта» автобусов № 105, 105к (на Планетной улице) 22, 727 (на улице 8-го Марта).

### Метро
- Станция метро «Петровский парк» Большой кольцевой линии и станция метро «Динамо» Замоскворецкой линии (будут соединены переходом) — южнее проезда, на Ленинградском проспекте у примыкания к нему Театральной аллеи.
- Станция метро «Аэропорт» Замоскворецкой линии — западнее проезда, на Ленинградском проспекте.

### Железнодорожный транспорт
- Платформа «Гражданская» Рижского направления МЖД — севернее проезда, на улице 8 Марта.